# Босич, Перо
Перо Лазович Босич (серб. Перо Лазе Босић; 20 мая 1921, Горня-Слатина — январь 1945, Сребреник) — югославский боснийский партизан Народно-освободительной войны, Народный герой Югославии.

## Биография
Родился 20 мая 1921 года в Горне-Слатине в бедной семье. До войны работал помощником продавца. На фронте с 1941 года, служил в Озренском партизанском отряде. Со 2 августа 1942 солдат 6-й восточнобоснийской бригады. Член Коммунистической партии Югославии с 1942 года. После образования Посавского партизанского отряда во второй половине сентября 1943 года командир батальона при отряде. Погиб в середине января 1945 года в боях против немцев под Сребреником. Указом Иосипа Броза Тито от 27 ноября 1953 посмертно получил звание Народного героя Югославии.